# 采花乡
采花乡，隶属湖北省五峰土家族自治县，人口29503人，面积300平方千米。辖1个居委会、16个村委会：采花、万里、大村、长茂司、楠木桥、白鹤、前坪、采花台、黄家台、星岩坪、珍珠头、苦竹坪、红渔坪、唐家河、白溢坪、宋家河、梨子坪。